# Dainville
Dainville – miejscowość i gmina we Francji, w regionie Hauts-de-France, w departamencie Pas-de-Calais.
Według danych na rok 1990 gminę zamieszkiwały 5693 osoby, a gęstość zaludnienia wynosiła 507 osób/km² (wśród 1549 gmin regionu Nord-Pas-de-Calais Dainville plasuje się na 152. miejscu pod względem liczby ludności, natomiast pod względem powierzchni na miejscu 259.).

## Miasta partnerskie
- Whitstable, Wielka Brytania